# Sergei Walerjewitsch Belych
Sergei Walerjewitsch Belych (russisch Сергей Валерьевич Белых; * 4. März 1990) ist ein russischer Straßenradrennfahrer.
Sergei Belych begann seine Karriere 2010 bei dem russischen Katusha Continental Team. 2011 wechselte er zur Amateurmannschaft Lokomotiv, wo er eine Etappe bei der Vuelta a Salamanca für sich entscheiden konnte. Seit 2012 fährt er für das Continental Team Lokosphinx. In seinem ersten Jahr dort konnte er eine Etappe des Grande Prémio Internacional de Torres Vedras gewinnen.

## Erfolge
2012
- eine Etappe Grande Prémio Internacional de Torres Vedras

2014
- eine Etappe Tour International de Sétif
- Gesamtwertung Tour International de Constantine

## Teams
- 2010 Katyusha Continental Team
- 2011 Lokomotiv-Urbycolan
- 2012 Lokosphinx
- 2013 Lokosphinx
- 2014 Team 21